# Distretto di Maden
Il distretto di Maden (in turco Maden ilçesi) è uno dei distretti della provincia di Elâzığ, in Turchia.
| Controllo di autorità | VIAF (EN) 243808675 |